# 松原弘一良
松原 弘一良（まつばら こういちろう、1970年8月5日 - ）はデザインスタジオSTUDS代表、パンク専門誌「MOBSPROOF」編集長。各種媒体で編集者、ライター、デザイナーとして活動している。

## 来歴
幼少期より手塚治虫、石森章太郎などトキワ荘を中心としたマンガに傾倒。マンガ家を目指す。同時に特撮、アニメにもハマり、順調にオタクの性質を育む。中学生の頃から雑誌にイラストや漫画が掲載され、一時は週刊少年漫画誌の担当が付いたこともあった。
中学時代、ラジオの「パンク特集」を聴いてパンクに目覚める。
1989年、高校時代の級友達とLIPCREAM、OUTOなどに影響されたハードコア・パンクバンド・FIRALIAを結成。当時、神戸で唯一のハードコア・パンクバンドとして活動。
1994年、FILARIAのベーシストだったKAIDARAAAGGGHHHと、地元の後輩パンクバンド・ジェイドのリーダー・ヤマグチと共に3ピースでクラストバンド・ARGUE DAMNATIONを結成。同時にレコードレーベル・F.F.T. LABELを立ち上げ、バンド活動、レコードリリース、主催イベント、ファンジン制作と精力的に活動。2003年にバンド、レーベル共に活動停止。
1997年、デザイナーとして独立し「デザインスタジオSTUDS（スタッズ）」を設立。タワーレコードが行なうキャンペーンのデザインや書籍・企業広告デザインを担当。「バンドブーム不法集会」発行を切っ掛けにライターとしての仕事が増加。2008年11月にはパンク専門誌「MOBSPROOF」を創刊させ、映画、音楽、アニメ、漫画をメインフィールドに活動中。